# Askern
Askern è un paese della contea del South Yorkshire, in Inghilterra. Esso è collocato lungo la strada che collega le città di Doncaster e Selby. Alla fine del XIX secolo Askern divenne un centro termale, per poi diventare in seguito un centro minerario quando le miniere di carbone vennero aperte. L'ultima miniera venne chiusa negli anni 90 del XX secolo.

## Storia
Il nome Askern deriva dalla parola anglosassone askr-ærn, che significa "edificio fatto di frassino" o "edificio circondato da frassini". La storia di Askern si può ricondurre al regno di Enrico III d'Inghilterra. La chiesa di San Pietro venne costruita nel 1853.